# 구면천문학

구면천문학(球面天文学)은 위치천문학의 하위 분야이다. 특정 일시의 특정 시간, 지구상의 특정 장소에서 천구상에 천체의 위치를 결정하는 것을 목표로 한다. 구면기하학을 그 수단으로 하여 천문학을 연구하는 것이다. 사실상 천문학에서 가장 오래된 분야이며, 그 역사는 고대까지 거슬러올라간다.

## 같이 보기
- 위치천문학
- 천체역학
- 천문항법
- 일주 운동
- 식 (천문)
- 황도
- 이각 (천문학)
- 역기점
- 분점
- 에드먼드 핼리
- 천문학사
- 케플러의 행성운동법칙
- 엄폐
- 시차 (천문학)
- 역행 운동
- 항성시
- 지점